# Paguristes runyanae
Paguristes runyanae is een tienpotigensoort uit de familie van de Diogenidae. De wetenschappelijke naam van de soort is voor het eerst geldig gepubliceerd in 1988 door Haig & Ball.